# David Armstrong (Fotograf)
David Bradley Armstrong (* 24. Mai 1954 in Arlington; † 26. Oktober 2014 in Los Angeles) war ein amerikanischer Fotograf.

## Biografie
David Armstrong, Sohn von Robert und Irma Armstrong, wurde 1954 in Arlington (Massachusetts) geboren. Er besuchte die Satya Community School in Cambridge (Massachusetts). Hier lernte er Nan Goldin kennen, mit der er sein Leben lang befreundet blieb. In den 1970er Jahren zog er nach New York um, wo er sein Kunststudium begann, zuerst als Maler und später als Fotograf.
Als Stammgast im legendären New Yorker Mudd Club, der 1978 eröffnete, porträtierte er die dort verkehrenden Underground-Celebrities, wie Jean-Michel Basquiat, René Ricard, John Waters oder Steven Meisel, und fing die Club-Atmosphäre ein. Gegen Ende seines Lebens durchstreifte er sein Viertel in Brooklyn und schuf die Serie "All Day Every Day", in der er urbane Alltagsfragmente in Unschärfe verschwimmen ließ und so in eine sanfte Melancholie tauchte.
Stilistisch wird Armstrong der sogenannten fotografischen Boston School zugeordnet, zu der auch Künstler wie Nan Goldin, Jack Pierson oder Mark Morrisroe gezählt werden.

## Werk
In den frühen Jahren seiner künstlerischen Tätigkeit fotografierte Armstrong Dragqueens, „druggies“ und „outsiders“, die zu seinem Freundeskreis gehörten. Im Laufe seiner Karriere nahm er zahlreiche Fotografien von jungen Männern auf, was ihn auch der Modefotografie annäherte.

## Ausgewählte Ausstellungen
- 1993: A Double Life, Matthew Marks Gallery, New York[4]
- 1995: Landscapes, Matthew Marks Gallery, New York[5]
- 1997: The Silver Cord, Matthew Marks Gallery, New York[6]
- 1998: Emotions and Relations, Hamburger Kunsthalle, Hamburg, Germany
- 1998: Galerie Barbara Farber/Rob Jurka Amsterdam, The Netherlands
- 1998: Ugo Ferranti Rome, Italy
- 1999: New Photographs, Matthew Marks Gallery, New York[7]
- 1999: Scalo New York, New York
- 1999: Galerie Fricke, Berlin
- 1999: Judy Goldman Fine Art, Boston
- 1999: Bang Street Gallery, Provincetown, Massachusetts
- 2000: Joao Graça, Lisbon
- 2000: Open Studio, Toronto
- 2000: Photography in Boston: 1955 – 1985, DeCordova Museum and Sculpture Park, Lincoln, Massachusetts (catalogue ISBN 0-262-12229-4)
- 2000: New Editions, Marlborough Graphics, New York
- 2000: Faces, Bang Street Gallery, Provincetown, Massachusetts
- 2001: Cityscapes and Landscapes, Galerie M+R Fricke, Düsseldorf[8]
- 2001: Bang Street Gallery, Provincetown, Massachusetts
- 2001: CITY: Prints and Photographs from the 30's through Today, Brooke Alexander, New York[9]
- 2001: Places and People, L.A. Galerie Lothar Albrecht, Frankfurt
- 2001: Building Dwelling Thinking, Judy Ann Goldman Fine Art, Boston
- 2001: Tenth Anniversary Exhibition, 100 Drawings and Photographs, Matthew Marks Gallery, New York (catalogue ISBN 1-880146-34-7)
- 2002: City Light, Matthew Marks Gallery, New York[10]
- 2002: David Armstrong: All Day Every Day, Scalo Galerie, Zurich, Switzerland
- 2002: Visions from America. Photographs from the Whitney Museum of American Art, 1940-2001, Whitney Museum of American Art, New York (catalogue ISBN 978-3-7913-2787-7)
- 2002: Recent Acquisitions, Dallas Museum of Art, Texas
- 2003: David Armstrong: portraits and other works, early and recent, Galerie M+R Fricke, Düsseldorf[11]
- 2003: Flesh Tones: 100 Years of the Nude, Robert Mann Gallery, New York[12]
- 2004: Your Picture on My Wall, Matthew Marks Gallery, New York[13]
- 2004: Likeness: Portraits of Artists by Other Artists, CCA Wattis Institute for Contemporary Arts, San Francisco[14]
- 2004: Indigestible Correctness II, Kenny Schachter Gallery, New York[15]
- 2006: Model Boy, Judy Ann Goldman Fine Art, Boston
- 2006: Some Tribes, Christophe Guye Galerie, Zurich, Switzerland[16]
- 2007: True Romance – Allegorien der Liebe von der Renaissance bis heute, Kunsthalle Wien (Halle 1, Halle 2 im MQ), Vienna